# Fabio Tonini
Fabio Tonini (30 mei 1993) is een Belgisch voetballer die onder contract staat bij FC Brussels. Hij maakt zijn debuut in het eerste elftal op de eerste speeldag van het seizoen 2012-2013.

## Statistieken
| seizoen | club        | land   | competitie    | wed | goals |
| ------- | ----------- | ------ | ------------- | --- | ----- |
| 2012/13 | FC Brussels | België | Tweede Klasse | 2   | 0     |
|         |             |        | Totaal        | 2   | 0     |